# Hochkelberg
Der Hochkelberg im Landkreis Vulkaneifel (Rheinland-Pfalz) ist mit 674,9 m ü. NHN Höhe der dritthöchste Berg der Hocheifel und ein ehemaliger Schichtvulkan. 
Der Hochkelberg erhebt sich zwischen Köttelbach, Bereborn, Kolverath, Sassen und Mosbruch. Am Südfuß liegt östlich von Mosbruch der Mosbrucher Weiher. Berg und Weiher befinden sich im Naturschutzgebiet Hochkelberg mit Mosbrucher Weiher.
Ursprünglich lag das Gestein des heutigen Bergs etwa 200 Meter unter der Erdoberfläche. Bei der Hebung des Gebietes wurden seine äußeren Bereiche abgetragen, es blieb der harte Basaltkern in seiner heutigen Form erhalten.
Die Hänge des Hochkelbergs sind mit dichten und artenreichen Buchenwäldern bewachsen. Dort fand man auch Reste römischer Bauwerke. Auf der Südkuppe des Bergs steht ein Sendeturm.